# Heinrich Moos
Heinrich Moos (Francoforte sul Meno, 27 marzo 1895 – Francoforte sul Meno, 15 giugno 1976) è stato uno schermidore tedesco, vincitore di tre medaglie di bronzo ai Campionati Internazionali di scherma.